# カンタベリー地震 (2010年)
カンタベリー地震（カンタベリーじしん）は、ニュージーランド時間2010年9月4日4時35分（UTC=3日16時35分、日本時間=4日1時35分）にニュージーランドカンタベリー地方で発生したモーメントマグニチュード(Mw)7.0の地震。
震央はクライストチャーチの西およそ45kmに位置するダーフィールド周辺。震源の深さは12km。太平洋プレート内の活断層で発生した地震である。
「ダーフィールド地震」「クライストチャーチ地震」と呼ばれることもある。

## 被害
- 死者：0名
- 負傷者：100名以上[1]
- 行方不明者：0名

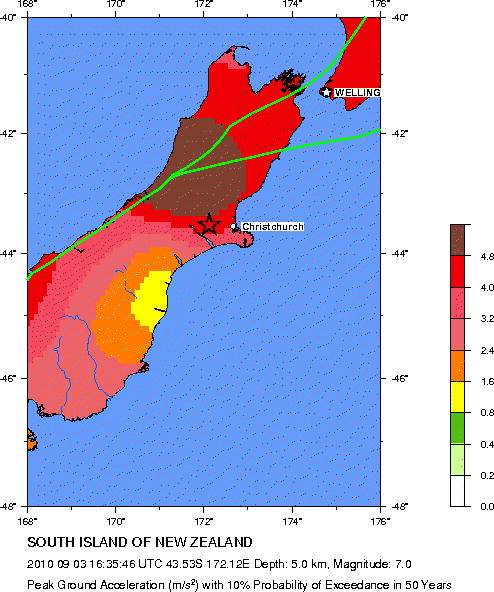
震源からの揺れの強さを示す図。南島全域が強い揺れを示す赤からピンク色で表示されている。

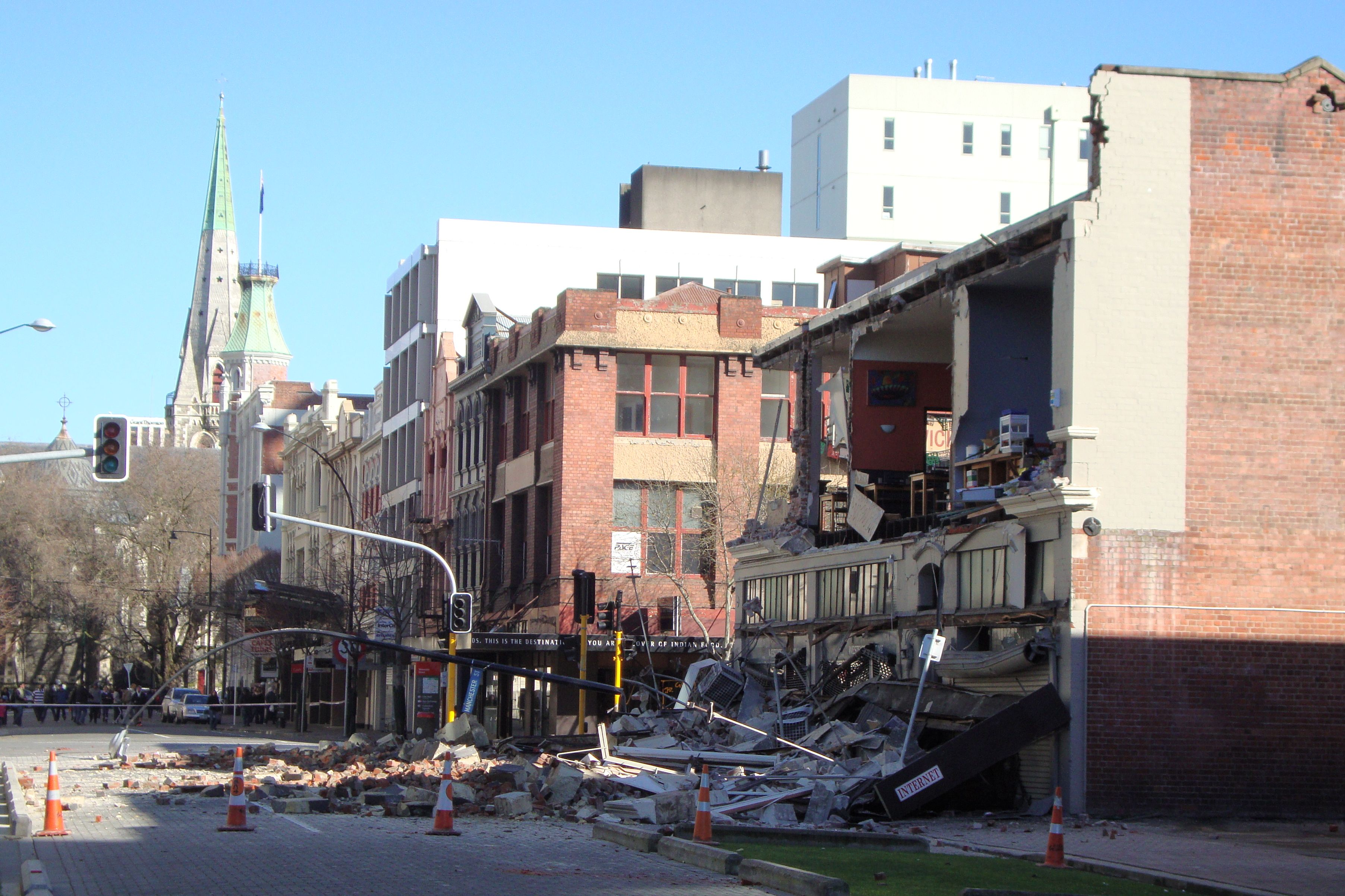
地震で崩壊した建物

この地震による被害はクライストチャーチを中心に発生し、停電、地面の隆起、水道施設の破損、建物や道路に破損被害を受けたが死者の報告はなく、また津波の発生も報告されなかった。この地震による重傷者は2名であり、うち1名はレンガ造煙突の倒壊による負傷、1名は割れたガラスによる負傷が報告された（2名は共に重症患者として報告）。また、地震発生中に心臓発作により1名の死亡が確認されたが、この地震による直接的な原因ではないとの報告がされた。
震源から300 - 350km離れたダニーデン、ネルソンでも地震による小規模な被害が報告されたが、死者、負傷者、行方不明者の報告はない。
この地震により、南島全土と北島ニュープリマスでも地震報告を受けたが、目立った被害報告はない。クライストチャーチ市内東地区に位置するエイボンデール、エイボンサイド、バーウッド、カイアポイ他地域で液状化現象が発生した。
地震発生直後よりクライストチャーチ国際空港は施設点検のため滑走路を一時閉鎖。同日午後1時30分に滑走路の使用を再開。この地震により国内線77便、国際線11便に影響が出た。
鉄道会社キウイ・レールは線路点検のため貨物列車の運行を停止。各区域ごとの補修完了後に再開。同年9月6日までに鉄道網は復旧するも、その後の余震の影響で再び停止。同年9月16日に全面復旧した。
同年9月5日早朝までに、クライストチャーチ市内の9割の世帯で電力供給が復旧、8割の世帯で水道供給が復旧したが、被害の大きかった市内東地区を中心に電力・水道の全面復旧には時間を要した。
クライストチャーチ市、セルウィン地区、ワイマカリリ地区の学校では施設点検と余震による二次災害を避けるため5日間の休校措置が取られた（当初は2日間の休校措置からさらに3日間延長された）。カンタベリー大学、リンカーン大学、オタゴ大学クライストチャーチキャンパスも同年9月13日まで休校となった。
地震発生後15時間でマグニチュード4〜5.4クラスの余震が28回発生した。同年10月にはマグニチュード5クラスの余震が3回発生。同年11月までに2,500回を超える余震が発生。2011年2月22日には本地震の震源域である断層の延長線上において最大規模の余震が発生し、クライストチャーチを直撃した。

### 余震
カンタベリー地震 (2011年2月)は、本震の最大余震であると考えられている。
主な余震（M5.5以上）
| 時間(ニュージーランド時間)           | 震央                             | Mw  | 深さ  | MMI |
| ------------------------------------ | -------------------------------- | --- | ----- | --- |
| 2011年2月22日 12時51分42秒 (UTC+13)  | クライストチャーチの南東約7km    | 6.1 | 5.9km | Ⅸ   |
| 2011年02月22日 13時04分19秒 (UTC+13) | クライストチャーチの南南東約6km  | 5.5 | 5.9km |     |
| 2011年02月22日 14時50分29秒 (UTC+13) | クライストチャーチの南約7km      | 5.6 | 6.6km |     |
| 2011年6月13日 14時40分49秒 (UTC+12)  | クライストチャーチの東南東約9km  | 5.9 | 6.1km | Ⅷ   |
| 2011年12月23日 13時58分38秒 (UTC+13) | クライストチャーチの東北東約14km | 5.8 | 9.7km | Ⅶ   |
| 2011年12月23日 15時18分03秒 (UTC+13) | クライストチャーチの東約9km      | 5.9 | 6.9km |     |
| 2016年2月14日 13時13分43秒 (UTC+13)  | クライストチャーチの東北東約17km | 5.8 | 8.2km | Ⅶ   |

## 行政の対応
ウェリントンに本部を置く国家危機管理センター（NCMC）はクライストチャーチ市、セルウィン地区、ワイマカリリ地区に非常事態宣言を発令。また、クライストチャーチ市、セルウィン地区、ワイマカリリ地区、ティマル市は災害対策本部を設置。クライストチャーチ市は市内4箇所に緊急避難所を開設。同日17時にジョン・キー首相がクライストチャーチ市内を視察。パーカー市長（当時）が帯同し被害状況の説明を行った。
同日17時20分、NCMCはクライストチャーチ市に対して防衛緊急法2002を発令し、19時から翌朝7時までの時間帯、クライストチャーチ・シティ・センターの一部区画へ夜間外出禁止令を発令した。これは市内中心部にレンガ造建築が多く、倒壊による二次災害を避ける目的と、商店からの金品や商品の強奪を避ける目的で実施された。この時間帯は軍と警察による警戒体制が敷かれ市民の出入りは禁止された。
被害が大きく水道復旧が遅れたクライストチャーチ市東地区へは給水車が出動し水の供給と簡易トイレの設置を行った。

## 断層

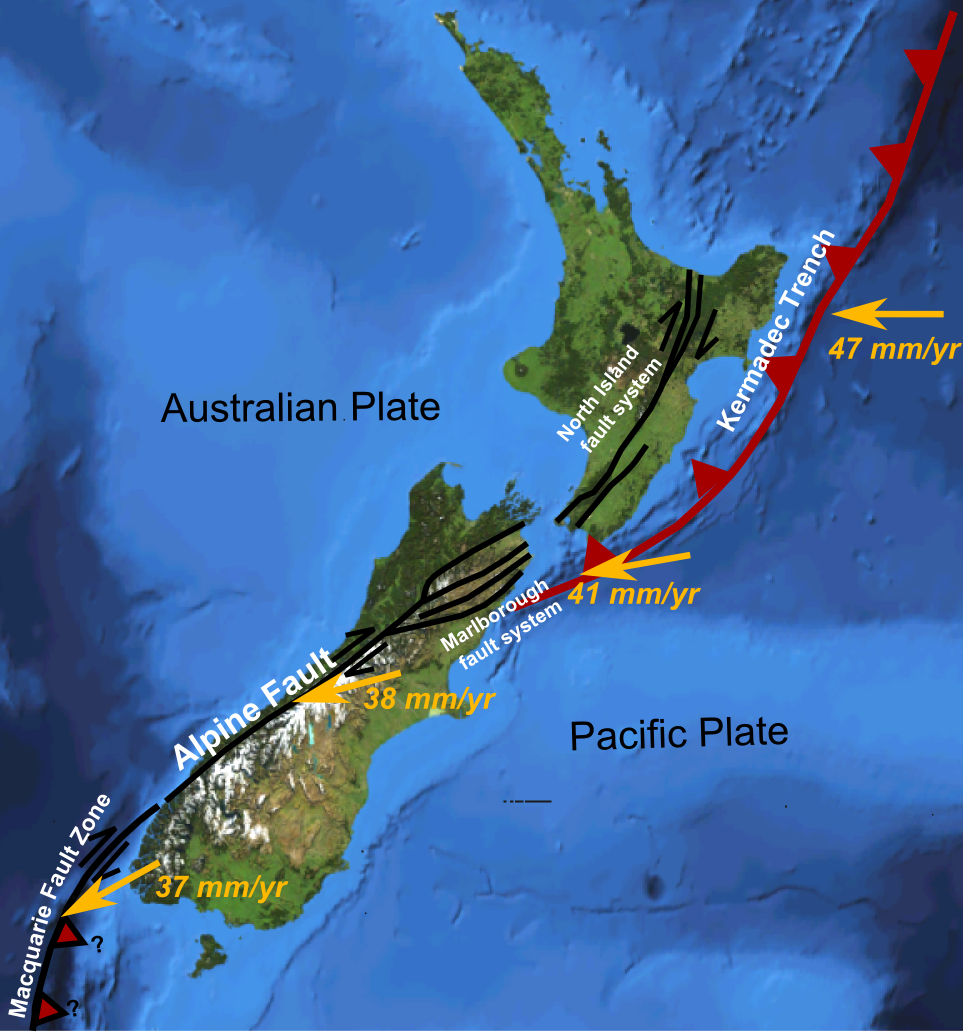
ニュージーランドの主要な断層

カンタベリー地方ではカンタベリー平野の下を走る約100の断層が確認されているが、この地震ではこれまでに確認されていない新しい断層が原因となり発生した。
この断層は「グリンデール断層」と命名され、長さは29km、西端はホロラト川に接し東端はクライストチャーチ郊外ロルストンに位置する。この地震によりロルストン地域では大きな被害を受けた。
カンタベリー環境局の発表では、グリンデール断層は数千年から1万数千年の間で初めて動いた断層と言われ、今後数千年は動くことはないとしている。専門家の間では複数の断層が一斉に動いた結果生じた地震との指摘もある。

## 募金
地震で被害を受けたクライストチャーチの姉妹都市の倉敷市は13日から救援募金を始めた。